# Jabłonka (Kotarszyn)
Jabłonka – część wsi Kotarszyn w Polsce, położona w województwie świętokrzyskim, w powiecie ostrowieckim, w gminie Waśniów.
W latach 1975—1998 Jabłonka administracyjnie należała do województwa kieleckiego.